# Cinéma Beaubien
Pour les articles homonymes, voir Beaubien.
Le cinéma Beaubien est un cinéma de quartier indépendant qui diffuse des œuvres québécoises et françaises, ainsi que des films d'auteurs et des primeurs. Il est situé dans l'arrondissement Rosemont–La Petite-Patrie sur la rue Beaubien Est, tout près du parc Molson, à Montréal.
Cette entreprise d'économie sociale connaît un achalandage d'environ 250 000 visiteurs par année, dont 25 % de sa clientèle provient du quartier. L'établissement actuel a fêté ses 20 ans d'existence en septembre 2021.

## Historique
Le cinéma est inauguré sous le nom de Beaubien le 3 décembre 1937. Il compte alors 400 sièges. Joseph-Alexandre DeSève, propriétaire de France Film, en est l'administrateur. Au moment de son inauguration, il en coûte 30 sous en soirée et 20 sous en matinée pour une séance de cinéma.
Le 4 décembre, il ouvre ses portes au public en présentant le film Abus de confiance, un film français réalisé par Henri Decoin, d'après l'adaptation d'une œuvre théâtrale de Pierre Wolff.
En 1941, il est vendu. C'est une succursale de la Canadian Odeon Theatres qui l'administre sous le nom de Le Dauphin.
En 1964, il change de nom pour le Dauphin jusqu'en 2001 où il retrouve son nom d'origine.
En 2000, lorsque le cinéma se nommait le Dauphin, il était la propriété de Cineplex Loews Odeon. Le propriétaire fut à ce moment au bord de la faillite et dut se délaisser d'au moins 75 salles dont celles du cinéma Beaubien. C'est alors que citoyens, commerçants et personnalités politiques se sont mobilisés pour sauver l'institution et ont demandé à la Corporation de développement économique communautaire (CDEC) de les soutenir dans leur démarche. C'est ainsi qu'en automne 2001 a eu lieu l'inauguration du cinéma sous le nom du cinéma Beaubien
En 2002, le comité pour la survie du cinéma et la CDEC de Rosemont–La-Petite-Patrie s'associent afin de préserver l'institution qui était la cible d'une éventuelle fermeture. Depuis, l'entreprise connaît un franc succès auprès du monde culturel et cinématographique. En plus du soutien que lui offre son public, il s'est taillé une place dans son domaine à l'aide de plusieurs associations.
L'établissement a fêté ses 20 ans d'existence en 2021. Pour l'occasion, le cinéma a créé une affiche avec la mention "Le fabuleux destin du cinéma Beaubien", qui rappelle le titre du célèbre film Le Fabuleux Destin d'Amélie Poulain sorti en 2001, année de renaissance du "Beaubien" comme aiment l'appeler la communauté montréalaise. Sorti après les attentats du 11 septembre 2001, le film a été le premier diffusé dans les locaux du cinéma et a connu un énorme succès puisqu'il est resté à l'affiche durant 3 mois.  
L'Organisation à but non lucratif fut dirigée par Mario Fortin, un cinéphile qui fait partie des citoyens qui ont relancé le cinéma Beaubien, depuis sa création en 2001 jusqu'à décembre 2022. Depuis, la directrice générale est Roxanne Sayegh.

## Partenariats
- Festival du film Africain et Créole Vues d'Afrique
- Festival international du film pour enfants de Montréal (FIFEM)
- Maison de la culture Rosemont-Petite-Patrie
- Aide internationale pour l'enfance (AIPE)
- Les Films du 3 mars
- Ciné Tapis Rouge
- Festival du film roumain de Montréal